# Asociación de Canales de Televisión del Ecuador
La Asociación de Canales de Televisión del Ecuador (ACTVE), antes conocida como Asociación Ecuatoriana de Canales de Televisión es una organización gremial que agrupa a algunos de los principales canales de televisión del Ecuador.

## Historia
La Asociación fue fundada en 1978 y tiene domicilio de Guayaquil y Quito. A ella pertenecen RTS, Ecuavisa y TC Televisión (de Guayaquil); Teleamazonas, Gamavisión, TVC y RTU (de Quito); y Telerama (de Cuenca). 

Presidentes de la ACTVE:
Ec. Franklin Javier Mazón Filgliole (Primer Presidente), Sr. Alonso Salgado, Sr. Mariano Merchán Ordóñez, Sr. Jorge Eloy Pérez Pesantes, Sr. Modesto Luque Benítez, Dr. Carlos Muñoz Insua, Sr. Leonardo Ponce, Sr. Marcel Rivas Sáenz, Ab. Jorge Kronfle Barakat, Sr. Nicolás Vega López, Ing. Carlos Coello Beseke,
Sr. José María Rivas
En Ecuador existe otra asociación de canales de televisión, llamada Canales Comunitarios y Regionales del Ecuador Asociados (CCREA) (antes Asociación de Canales Locales y Regionales de Televisión) (ATV)